# قونیه
قونیه (به ترکی استانبولی: Konya) یک شهر بزرگ در حاشیه جنوب غربی فلات مرکزی آناتولی و هفتمین شهر پرجمعیت در ترکیه با جمعیت بیش از ۲ میلیون نفر است. قونیه یک شهر توسعه یافته اقتصادی و صنعتی و مرکز استان قونیه است.
منطقه قونیه از هزاره سوم قبل از میلاد سکونت داشته‌است. این شهر که در دوران باستان کلاسیک به عنوان ایکونیوم شناخته شده بود، توسط حکومت‌های فریگیه، لیدی، شاهنشاهی هخامنشی، عصر هلنیستی و روم باستان و در نهایت امپراتوری بیزانس پیاپی می‌شد. در قرن یازدهم میلادی، سلجوقیان پس از نبرد ملازگرد، این منطقه را از امپراتوری بیزانس تصرف کردند و سپس پایتخت سلجوقیان روم شد. در زمان حکومت سلجوقیان روم، این شهر به اوج ثروت و نفوذ خود رسید. پس از فروپاشی سلجوقیان روم، قونیه تحت فرمان قرامانیان قرار گرفت، و در نهایت در سال ۱۴۸۳ توسط امپراتوری عثمانی در قرن پانزدهم تصرف شد. پس از جنگ استقلال ترکیه این شهر به بخشی از جمهوری ترکیه بدل شد.

## موقعیت جغرافیایی و اطلاعات شهر
شهر قونیه مرکز بزرگترین استان بزرگترین دشت و یکی از بزرگترین شهرهای ترکیه است که هفتمین شهر پرجمعیت این کشور به‌شمار می‌رود. شهری واقع در جنوب منطقه میانی آناتولی که عمده مساحتش از فلات و دشت تشکیل شده‌است. سرزمین‌هایی هموار با پوشش گیاهی قوی و خاک مناسب که از نظر کشاورزی از اهمیت زیادی برخوردار است و بیشتر بخش‌های جنوبی اش با رشته کوه‌های طاروس احاطه شده‌اند.
قونیه شهری است تاریخی که در گذشته پایتخت سلاطین روم بوده و ترک‌ها از آن به عنوان سلجوقیان روم یاد می‌کنند. از این رو یادگاری‌های زیادی از گذشتگان به خصوص دوران سلجوقی در آن به چشم می‌خورد. البته این شهر عمده محبوبیتش را مدیون شاعر بزرگ و صوفی متفکر فارسی گوی حضرت مولانا می‌باشد، بزرگ‌مردی به نام و مشهور که در دوران سلجوقی در این شهر زندگی می‌کرد.
با وجود رشد و پیشرفت عظیم قونیه در سال‌های اخیر و جذب و پذیرش دانشجویان متعدد از شهرهای اطراف توسط دانشگاه سلجوق (Selçuk Üniversitesi) هنوز هم حال و هوای شهرهای استان آناتولی در آن احساس می‌شود و قونیه ماهیت خود را از این لحاظ به‌طور کلی حفظ کرده‌است.
می‌توان از قونیه به عنوان یکی از مقاصد محبوب گردشگری برای افراد جویای آرامش نام برد، افرادی که رفتن به یک شهر آرام را به سفر به استانبول پرهیاهو ترجیح می‌دهند. گرچه مردم این شهر معمولاً با زبان انگلیسی یا هر زبان دیگری غیر از ترکی آشنایی ندارند اما به حدی خونگرم و میهمان نوازند که رفتن به میان آنها حتی بدون دانستن زبانشان بسیار لذت بخش و بی استرس خواهد بود.
قونیه جزو شهرهای مذهبی ترکیه به‌شمار می‌رود از این رو تقریباً نیمی از بانوان این سرزمین باحجابند.
قونیه در سرزمینی کاملاً هموار آرمیده، شهری کاملاً یکنواخت و مسطح که هیچ ناهمواری به استثنای یک تپه کوچک به نام آلاتین تِپه سی (Alaattin Tepesi) واقع در مرکز آن در این شهر به چشم نمی‌خورد. تپه ای مصنوعی که در دوران سلجوقی با هدف ایجاد یک موضع مناسب و مرتفع برای اشراف‌زادگان جهت تماشای منظره و چشم‌انداز شهر از طریق کاخ‌هایشان بنا گردید. اکنون از این تپه به عنوان یک پارک مرکزی جذاب و سایه دار استفاده می‌شود.

## جمعیت
قونیه با جمعیتی بالغ بر ۲٫۱ میلیون نفر هفتمین شهر پرجمعیت ترکیه محسوب می‌شود، یک شهر اقتصادی و توسعه‌یافته از لحاظ صنعتی و پایتخت استان قونیه است. با توجه به سیستم ثبت آمار در سال ۲۰۱۶ جمعیت قونیه ۲٬۱۶۱٬۳۰۳ نفر اعلام گردید. میزان رشد جمعیت سالانه و تراکم جمعیت ۵۶ نفر در ۱۴٫۳ کیلومتر مربع در این شهر می‌باشد و مرکز شهر جمعیتی بالغ بر ۱٬۲۷۸٬۱۹۵ نفر را در دل خود جای داده‌است. در سال ۱۹۲۳ در چارچوب تبادلات جمعیتی مابین ترکیه و یونان، یونانیان ساکن در شهرِ قونیه، آنجا را ترک کرده و در یونان سکنی گزیدند.

## آب و هوا
قونیه دارای آب و هوای سرد و نیمه خشک در سامانه طبقه‌بندی اقلیمی کوپن می‌باشد، شهری که در سامانه طبقه‌بندی اقلیمی تروارثا تابستانی گرم را تجربه می‌کند. دمای متوسط این شهر در تابستان ۳۰ درجه سانتی گراد و بالاترین درجه حرارت آن در تاریخ سی اُم ژوئیه سال ۲۰۰۰، ۴۰٫۶ درجه سانتی گراد اندازه‌گیری شده‌است. میانگین متوسط دما در فصل زمستان منفی ۴٫۲ درجه سانتی گراد و کمترین میزان درجه حرارت در تاریخ ششم فوریه سال ۱۹۷۲ منفی ۲۶٫۵ درجه سانتی گراد ثبت شده‌است. با توجه به شرایط جغرافیایی قونیه و قرار گرفتنش در ارتفاعات، این شهر شاهد تابستان‌هایی خشک با شب‌هایی سرد می‌باشد. گرچه میانگین بارش در قونیه پایین است اما در طول سال در این شهر بارندگی نیز وجود دارد.

## تاریخچه
قونیه شهری در مرکز آناتولی ترکیه می‌باشد که برای قرن‌ها در حفظ نام خود موفق بوده‌است. شهری که در منابع کهن از آن به عنوان ایکونیون (Icinion)، ایکونیون (Ikonyon) و ایکونیوم (Iconium) به معنای شمایل یاد می‌شود. دلیل انتخاب این نام، به افسانه ای در اساطیر یونانی بازمی‌گردد. در اساطیر یونانی آمده که بر این شهر اژدهایی چیره شده بود که گه گاهی به آن حمله می‌کرد و گروهی از زنان و دختران را می‌بلعید. پرسیوس (Perseus) پسر ژوپیتر این اژدها را کشت و مردم شهر را از بلای او رها کرد. مردم شهر نیز به پاس رشادت این قهرمان اساطیری تصویری از وی را به یکی از دروازه‌های شهر می‌آویزند و به همین مناسبت نام یونانی ایکونیون به معنای شمایل را برای آن برمی‌گزینند.
از این شهر در منابع عربی و فارسی به اسم قونیه یاد می‌شود که البته این نامگذاری هم دلیلی دارد و به افسانه ای مربوط می‌شود. افسانه ای رایج در بین مسلمانان که به سفر دو درویش دوستدار پروردگار به آسمان، بازمی‌گردد، سفری آسمانی از سرزمین دور خراسان به سمت غرب. زمانیکه این دو درویش در سرزمین‌های مرکزی آناتولی در حال پرواز بودند یکی پرسید، فرود آییم (“Konayim mi”) و دیگری در پاسخ گفت: مطمئناً (“Kon ya). بنابراین در این سرزمین فرود آمدند و نام قونیه برای آن انتخاب شد.
بر اساس نشانه‌های باستان‌شناسی منطقه قونیه جزو یکی از قدیمی‌ترین سکونتگاه‌های آناتولی است و قدمت آن به ۷۰۰۰ سال قبل از میلاد و دوران نوسنگی (عصر حجر) بازمی‌گردد. بر اساس نتایج تحقیقات قبل از پیدایش اسلام این شهر شاهد دورانی نظیر عصر تمدن فرانوسنگی (Copper Age)، عصر تمدن برنز (Bronze Age civilizations)، دوران هیتی‌ها (Hittites)، فریگی‌ها (Phrygians)، دوران لیدی‌ها (Lydians)، ایرانیان فارسی‌زبان (Persians)، رومیان (Romans) و امپراتوری روم شرقی (Byzantines) است.
می‌توان از قونیه به عنوان یک مکان بسیار مهم و مقدس برای مسیحیان نام برد، مکانی مقدس که سنت پائول (St. Paul) یکی از مهمترین مبلغان مسیحیت و بنیانگذار الهیات و خداشناسی و سنت برناباس (St. Barnabas) در یکی از سفرهای خود به آسیای صغیر در ۵۰ سال قبل از آن بازدید کردند. سنت پائول در طی این سفر مردم قونیه را موعظه کرد اما این کار آنها یهودیان و امت آنها را خشمگین ساخت.
نقطه شروع گسترش اسلام در این شهر به دوران خلافت معاویه بازمی‌گردد، اندکی بعد از کوتاه شدن دست ساسانیان، قونیه به دست سپاهیان اسلام افتاد، در قرن اول هجری یا هفتم میلادی سپاه معاویه بر قونیه مسلط شدند، اما آنها در این دیار زیاد دوام نیاوردند. کشاکش و جنگ مسلمانان از قرن دوم هجری یا هشتم میلادی که عباسیان به جای امویان نشستند تا قرن چهارم هجری یا دهم میلادی ادامه داشت. در نیمه دوم قرن پنجم هجری یا یازدهم میلادی این دیار به دست سلجوقیان افتاد. قونیه در بین سال‌های ۱۷۰۱ تا ۱۳۰۸ پایتخت این قوم بود. علاءالدین کیقباد بن کیکاوس (Alaaddin Keykubad) یازدهمین سلطان از سلجوقیان روم بود که در سال ۱۲۲۰ دیوارهای شهر را بازسازی نمود و برج‌هایش را تعمیر و مرمت کرد. اما از آنجایی که این شهر محل مبارزه قدرت‌های بزرگی نظیر سلجوقیان، بیلیک کارامان (Karamanoglu)، مغول‌ها و ایلهانیان (Ilhan’s) بود، جنگ‌های متعددی در آن رخ می‌داد و همواره ظاهرش تغییر می‌کرد. در زمان قدرت سلطان محمد دوم ملقب به محمد فاتح، قونیه جزو قلمرو عثمانی‌ها شد. این شهر در دوره عثمانیان وجهه سیاسی اش را از دست داد اما حیات ادبی و عرفانی اش هنوز ادامه داشت. اولین سرشماری عمومی در آن دوران صورت گرفت و در زمان بایزید دوم، سلطان سلیمان یکم و مراد دوم دوباره تکرار شد.
در دوران سلطان سلیمان یکم قونیه مرکز استان مستعمره عثمانی‌ها کارامان ایلی (Karaman ili) گردید. در دوران تسلط عثمانی‌ها با تأسیس سیستم ولایتی این شهر تبدیل به مرکز ولایت قونیه گردید.
استان قونیه در سال ۱۸۶۷ مرزبندی شد و سرزمین‌هایی نظیر نیده (Niğde)، اسپارتا (Isparta)، ایچیل (İçil)) و تکه سانجا (Teke Sanjaks) را دربرگرفت. در همان سال در شهر آتش‌سوزی بسیار فجیعی رخ داد و متأسفانه در سال ۱۸۷۳ شاهد یک قحطی بسیار جدی بود.
در قرن نوزدهم زمزمه‌ها در مورد نفرین شدن این شهر به گوش می‌خورد، دیواره‌های شهر کاملاً ویران شده بودند و مساجد در شرایطی بسیار وحشتناک به سر می‌بردند. تا اینکه در اواخر قرن و در سال ۱۸۹۶ بعد از افتتاح خط راه‌آهن به اسکی شِهیر (Eskisehir) فعالیت‌های تجاری در قونیه رونق یافت و در سال ۱۹۰۲ اقدامات مثمر ثمر و حیاتی بسیاری در زمینه پیشرفت در ماشین آلات کشاورزی این شهر صورت گرفت. دوره ای طلایی همزمان با سلطنت سلطان عبدالحمید دوم که می‌توان از وی به عنوان یک تولیدکننده و مولد ثروت بسیار پربار برای این دیار نام برد.
همزمان با جنگ جهانی اول شمار نیروهای انسانی در قونیه نیز مانند دیگر نقاط کشور کاهش یافت، شهر مورد تصرف متفقین قرار گرفت و خط راه‌آهن قونیه توسط بریتانیا در ژانویه سال ۱۹۱۹ راه اندازی گردید. متفقین در ماه مارس سال ۱۹۲۰ همزمان با به وقوع پیوستن استقلال ترکیه به رهبری آتاترک قونیه را ترک کردند.
به‌طور کلی این شهر برای ایرانیان یادآور شاعر پرآوازه مولاناست، شاعری پرآوازه در زمینه اشعار عرفانی و بنیانگذار طریقت مولویه. از دیگر جاذبه‌های این شهر می‌توان به مدرسه کاراتای (Karatay Medrese)، محل آموزش و فراگیری علوم الهی در گذشته که امروزه از آن به عنوان یک موزه استفاده می‌شود، مسجد علادین کیقباد با قدمتی کهن مربوط به قرن دوازدهم و موزه اینجه میناره (Ince Minare) اشاره کرد.
یکی دیگر از جاذبه‌های جذاب و دیدنی قونیه پارک پروانه‌های گرمسیری است، مکانی جذاب که در سال ۲۰۱۵ افتتاح گردید و اکنون جایگاه بیش از ۶۰۰۰ پروانه از ۱۵ گونه مختلف و ۲۰۰۰۰ گونه گیاهی گرمسیری است.

## غذا و نوشیدنی
غذاهای محلی قونیه اغلب از بلغور گندم و گوشت بره تهیه می‌شوند. از معروف‌ترین غذاهای این شهر می‌توان به اتلی اِکمک (etli ekmek) نام برد، یک غذای بومی ترکیه که از نظر ظاهری شبیه پیتزاست، اتلی اکمک در ترکی استانبولی به معنای نان با گوشت است. محتویات اتلی اکمک شامل نان تخت پخته شده، گوشت، فلفل، پیاز و گوجه فرنگی است. از دیگر خوشمزه‌های این شهر می‌توان به پیشمانیه (Pişmaniye) اشاره کرد، یک شیرینی هیجان انگیز شبیه پشمک و یک توپ گرد کاملاً سفید. یکی دیگر از غذاهای محبوب قونیه کونیا فیرین کِباب یا کباب داخل فر قونیه (Firun Kebab) می‌باشد، این کباب از گوشت بره تهیه می‌شود، تکه‌های بریده شده گوشت را در فر قرار می‌دهند تا کاملاً سرخ و پخته شود، سپس تکه‌های گوشت را در داخل یک قابلمه مسی به همراه چربی‌های گرفته شده از گوشت روی اجاق می‌گذارند و می‌پزند.
شیرینی‌های قونیه بسیار معروف و خوشمزه اند، شیرینی‌هایی هیجان انگیز که محبوب‌ترین آنها جِزِریه (Cezerye) می‌باشد، شیرینی سنتی ترکیه که از هویج درست شده.
در هنگام سفر به قونیه امتحان خوراک تریت (Tirit) را به هیچ وجه از دست ندهید، غذایی بسیار خوشمزه که محتویاتش شامل گوشت، برنج سنتی و سبزیجات است.
آب مرغ یا تاوُک سویو (Tavak Suyu) یکی دیگر از غذاهای خوشمزه قونیه است، یک سوپ دلنشین شبیه سوپ گوجه فرنگی با مرغ و رشته فرنگی.

## فرهنگ
نام قونیه یادآور مولانا شاعر است؛ این شهر به شهر درویش‌های مرید مولوی مشهور است. آثار مولانا بر ادبیات و فرهنگ ترکی نیز تأثیر گذاشته‌است و اکثر جانشینان او در طریقهٔ صوفی‌گری نیز در این ناحیه بوده‌اند. قونیه از جمله شهرهای تاریخی ترکیه است که فرهنگ مشرق زمین را در خود حفظ کرده و مردم آن دیدگاه‌های مذهبی و اسلامی عمیقی دارند. از این شهر به عنوان سنگر اسلام نیز یاد می‌شود و ساکنین آن هنوز هم دین دارتر از بقیهٔ شهرها می‌باشند.
این شهر مولد فرش‌های ترکی است که در دوران رنسانس به اروپا صادر می‌شدند، همچنین پارچه‌های گران‌قیمت با الگوی بافت بسیار غنی در این شهر یافت می‌شوند؛ پارچه‌هایی که از آنها به عنوان رومیزی و روتختی استفاده می‌شود و اغلب در نقاشی‌های معاصر به عنوان نماد ثروت و شکوه گنجانده می‌شوند.
آهنگ محلی قونیه به نام کونیالیم (Konyalım) در وصف عشق به یکی از اهالی قونیه سروده شده‌است.

## مناسبت‌ها و رویدادها
مراسم بزرگداشت مولانا (Seb-i-Arus ceremony)
مراسم بزرگداشت مولانا در ماه دسامبر در قونیه برگزار می‌شود، مراسمی که خالق یکی از زیباترین و مسحور کننده‌ترین نمایش رقص‌های چرخشی است. هر سال در ماه دسامبر در روز سالگرد مرگ مولانا مشهود به شب عروسی، هزاران نفر به شهر قونیه سرازیر می‌شوند تا شاهد رقص چرخشی دراویش صوفی در مقبره او باشند.
جشنوارهٔ بین‌المللی نصرالدین هوجا (ملا نصرالدین)
این جشنواره یکی دیگر از مناسبت‌های مهم قونیه است که به پاس بزرگداشت نصرالدین هوجا یکی از برجسته‌ترین نام‌ها در ادبیات ترکیه در ماه ژوئیه برگزار می‌شود. این جشنواره، مجموعه‌ای شگرف از آثاری جاودان و غنی از نویسندگانی بزرگ را در دل خود جای داده‌است.
از دیگر مناسبت‌های مهم قونیه می‌توان به گردهمایی عکاسان ملی بی شِهیر (The Beysehir National Photographers Meeting)، جشنوارهٔ گیلاس سفید، جشنوارهٔ سوئوک سو (Soguksu Festival)، جشنوارهٔ هندوانه، جشنوارهٔ توت فرنگی و جشنوارهٔ فرهنگ و برداشت (Harvest and Culture Festival) اشاره کرد.

## حمل و نقل بین شهری
هوایی:
می‌توان از فرودگاه قونیه به عنوان یک فرودگاه مسافری- نظامی نام برد، فرودگاهی با مساحت ۱۴۱۰۰ متر مربعی که برای اولین بار در سال ۲۰۰۰ افتتاح گردید. این فرودگاه در فاصله ۱۸ کیلومتری تا شهر قرار گرفته، در سال ۲۰۰۶، ۲۹۲۴ هواپیما و ۲۶۲۵۶۱ مسافر از طریق این فرودگاه جابجا شدند. مساحت ترمینال مسافربری فرودگاه ۲۶۵۰ متر مربع و ظرفیت پارکینگ آن ۲۷۸ اتومبیل می‌باشد.
فرودگاه قونیه جایگاه سومین باند پرواز آنا جت اُسو یا آج اُ (Ana Jet Üssü or AJÜ) از گروه ۱ فرماندهی نیروی هوایی (Hava Kuvvet Komutanlığı) نیروی هوایی ترکیه (Türk Hava Kuvvetleri) می‌باشد. از دیگر باند پروازهای برتر ترکیه می‌توان به باند اِل تی بی آی (LTBI) در اسکی شِهیر، باند اِل تی اِی ای (LTAE) در پایگاه هوایی اکینچی، باند اِل تی بی جی (LTBG) در باندیرما و باند اِل تی بی اِف (LTBF) در بالیکسیر نام برد.
در سال ۲۰۰۵ پروژه ساخت ترمینال هواپیمایی جدید با هدف ارتقاء ظرفیت مسافربری تا ۵ برابر ظرفیت واقعی در این فرودگاه تکمیل گردید.
هواپیماهای شرکت هواپیمایی اطلس گلوبال از فرودگاه آتاترک استانبول، کرندون ایرلاینز (Corendon Air Lines) از فرودگاه آمستردام، ماهان ایر از فرودگاه امام خمینی تهران، معراج ایرلاینز از فرودگاه امام خمینی تهران، پگاسوس ایرلاینز از فرودگاه صبیحا گوکچن استانبول، آنادولجت از فرودگاه صبیحا گوکچن استانبول، ترکیش ایرلاینز از فرودگاه آتاترک استانبول، امام خمینی تهران و کپنهاگ (به صورت فصلی) و سان اِکسپرس از ازمیر به فرودگاه قونیه و بالعکس در حال حرکتند.
راه‌آهن:
ترمیال جنوبی قطارهای سریع‌السیر ترکیه در قونیه می‌باشد، قطارهایی پر سرعت که در مسیر منظم به مقصد استانبول، اسکی شِهیر و آنکارا در حال حرکتند. قطارهای استانبول از ناحیه پندیک واقع در فاصله ۲۵ کیلومتری از قسمت غربی مرکز شهر حرکت می‌کنند. برای دستیابی به این ایستگاه با سوار شدن به مترو به منطقه کارتال خواهید رسید سپس با استفاده از اتوبوس شماره ۲۵۱ یا تاکسی برای طی کردن ۵ کیلومتر آخر به پندیک دسترسی خواهید داشت. روزانه دو قطار از پندیک به قونیه حرکت می‌کند و در اسکی شِهیر نیز توقف می‌نماید. مسیری که طی کردنش ۴ ساعت و نیم زمان می‌برد.
روزانه ۷ قطار از قونیه به سمت آنکارا با طی کردن مسیری ۹۰ دقیقه ای حرکت می‌کند.
برای آدانا یک سرویس اتوبوس جایگزین به کارامان نیز در نظر گرفته شده‌است، اما با توجه به ارتقا مسیر قطار روزانه با طی کردن مسافت ۴ و نیم ساعتی به آدانا خواهد رسید. اتوبوس‌های متصل به آنتالیا نیز در دسترس می‌باشند. واگن‌های تخت خواب دار نیز برای مسیر طولانی و ۱۲ ساعتی ازمیر موجودند.
ایستگاه قطار قونیه در فاصله ۳ کیلومتری از جنوب غربی مرکز شهر قرار گرفته و از طریق تاکسی، دولموش و اتوبوس‌های شماره ۶۷ به مرکز شهر دسترسی دارد.
اتوبوس و تراموا:
در مِولانا کادیسی (Mevlana Caddesi) خیابان اصلی قونیه تعدادی آژانس‌های مسافرتی یافت می‌شود که از طریق آنها می‌توانید بلیط اتوبوس‌ها را خریداری نمایید. ایستگاه اتوبوس (otogar) قونیه دارای اتصالات بسیار خوبی به مقاصد متعدد و متنوعی می‌باشد، مقاصدی نظیر استانبول (مسیری ۱۰ ساعتی با پرداخت ۶۵ تا ۷۵ لیر)، ازمیر (مسیری ۹ ساعتی با پرداخت ۳۸ لیر)، آنکارا (مسیری ۳ ساعت و پانزده دقیقه ای با پرداخت هزینه ۲۸ لیری) و کاپادوکیه (مسیری ۳ ساعتی). در هنگام صدور بلیط ایستگاه اتوبوس مقصد اعلام می‌شود، اما گاهی اوقات اتوبوس‌ها در ایستگاه دیگری واقع در نزدیکی ایستگاه اعلام شده توقف می‌نمایند.
ایستگاه اتوبوس قونیه در فاصله ۷ کیلومتری تا جاذبه‌های اصلی شهر مخصوصاً جاذبه‌های اطراف علاءالدین تِپه سی (Alaaddin Tepesi) در مرکز شهر قرار گرفته، تعدادی مینی بوس یا دولموش از این ایستگاه به مقصد علاءالدین تِپه سی حرکت می‌کنند، مسیری ۳۰ دقیقه ای که طی کردنش مستلزم پرداخت ۲ لیر می‌باشد.
خطوط تراموا قونیه از ایستگاه اوتوگار (ایستگاه اتوبوس) به مقصد حلقه ای در اطراف علاءالدین تِپه سی نیز موجود می‌باشند که هزینه طی کردن این مسیر ۳۰ دقیقه ای با تراموا ۲ لیر برای هر نفر است. البته خرید کارت‌های پلاستیکی برای پرداخت هزینه تراموا را فراموش نکنید. کارت‌هایی قابل شارژ که پرداخت هزینه تراموا تنها از طریق آنها امکان‌پذیر است.
ماشین:
برای رسیدن به قونیه از آنکارا با ماشین می‌بایست حداقل ۳ ساعت رانندگی کنید، استانبول در فاصله ۶۶۰ کیلومتری قونیه قرار گرفته در نتیجه دسترسی به آن از طریق ماشین حداقل ۱۰ ساعت زمان می‌برد. ازمیر تا قونیه ۷ ساعت و آنتالیا تا قونیه ۶ ساعت و نیم با ماشین فاصله دارد.
حمل و نقل درون‌شهری:
تردد در شهر قونیه از طریق مینی بوس‌های دولموش، اتوبوس‌های شهری عمومی، تراموا و تاکسی امکان‌پذیر خواهد بود. البته این شهر یک مزیت دیگر نیز دارد و تمامی مراکز توریستی و دیدنی آن در مرکز شهر متمرکز شده‌اند و بازدیدکنندگان می‌توانند براحتی با پای پیاده از تمامی آنها دیدن نمایند. با این حال در این شهر زیبا می‌توانید با تراموا از قلب شهر قدیمی علاءالدین به دانشگاه سلجوق در حومه شهر یا به چندین جاذبه معروف نظیر جاپن پارکی (Japon Parki) دسترسی پیدا کنید. شبکه حمل و نقل تراموا در قونیه با ۲۵ ایستگاه از علاءالدین به انتهای دانشگاه سلجوق کشیده شده، مسیری تقریباً یک ساعته البته با ماشین. پرداخت هزینه ترامواها از طریق کارت‌های پلاستیکی قابل شارژی امکان‌پذیر می‌باشد، کارت‌هایی که از قبل می‌بایست آنها را تهیه نمود.

## برخی از مراکز دیدنی قونیه
یکی از ۵ مسجد قدیمی ترکیه که در فهرست میراث جهانی قرار گرفته است،‌در این شهر قرار دارد.
- مرکز فرهنگی مولانا
- مجسمه آتاترک
- کاروانسرای سلطان هانی
- شهر سنگی باستانی کلیسترا
- مرکز علوم قونیه
- دهکده سیله

## برخی از مراکز تفریحی قونیه
- دریاچه دهانه آتشفشان مکه
- دریاچه بی شهیر
- آبشار یرکوپرو
- دریاچه نمک قونیه
- دریاچه گودال‌ها (ابروک)
- پارک ژاپنی کیوتو

## مراکز خرید قونیه
- مرکز خرید کنت پلازا
- مرکز خرید ام وان قونیه
- مرکز خرید نوادا اوت لت قونیه
- مرکز خرید کولسیته
- فرش فروشی کاروان
- مرکز خرید سلچوکر سنتر
- مرکز خرید ارایلی پارک سایت

## برخی از هتل‌های قونیه
- هتل ریکسوس قونیه
- هتل نووتل قونیه
- هتل ددمان قونیه کانونشن سنتر
- هتل آنمون قونیه
- هتل اوزکایماک پارک
- هتل دوندار
- هتل سلجوک مولانا
- هتل سلجوک شمس تبریزی
- هتل بالیک چیلار